# Barzilla W. Clark

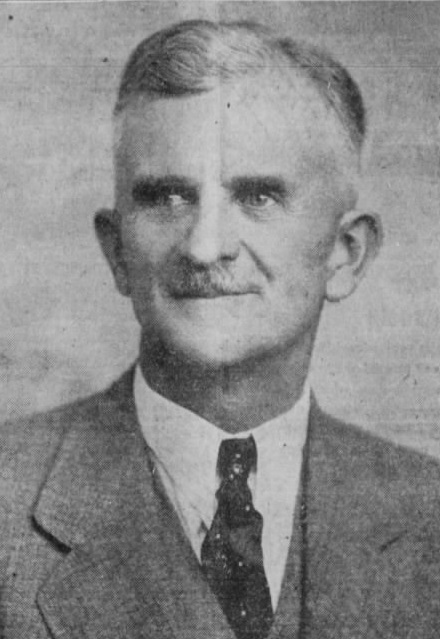
Barzilla W. Clark, 1943

Barzilla Worth Clark (* 22. Dezember 1880 im Hendricks County, Indiana; † 21. September 1943 in Idaho Falls, Idaho) war ein US-amerikanischer Politiker und von 1937 bis 1939 Gouverneur des Bundesstaates Idaho.

## Frühe Jahre und politischer Aufstieg
Bereits im Jahr 1885 kam Clark mit seinen Eltern nach Idaho. Dort besuchte er die öffentlichen Schulen in Idaho Falls. Dann kehrte er nach Indiana zurück, um seine Ausbildung an einer Highschool und dem Rose Polytechnic Institute fortzusetzen. Aus gesundheitlichen Gründen musste er dieses Studium aber abbrechen. Daraufhin kehrte er nach Idaho zurück, wo er 1905 Bewässerungsingenieur wurde. In der Umgebung von Idaho Falls war er an mehreren Bewässerungsprojekten beteiligt. Barzilla Clark wurde Mitglied der Demokratischen Partei. Von 1908 bis 1912 war er im Gemeinderat von Idaho Falls und zwischen 1913 und 1915 war er Bürgermeister dieser Stadt. Dieses Amt sollte er zwischen 1926 und 1936 noch einmal ausüben.

## Gouverneur von Idaho
Im Jahr 1936 wurde Barzilla Clark zum neuen Gouverneur seines Staates gewählt. Er trat sein Amt am 4. Januar 1937 an. In seiner zweijährigen Amtszeit wurde ein neues Begnadigungssystem in Idaho eingeführt, einige neue Schulen geschaffen, ein Krankenhaus zur Heilung von Tuberkulosekranken erbaut und das Sozialministerium (Department of Public Welfare) neu gegliedert. Außerdem entstanden neue Fischerei- und Jagdgesetze. Das Scheidungsrecht wurde neu gefasst und der Handel mit Arzneimitteln wurde gesetzlich geregelt.
Im Jahr 1938 verfehlte Clark die Wiederwahl und musste daher am 2. Januar 1939 aus seinem Amt ausscheiden. Danach zog er sich aus der Politik zurück. Ex-Gouverneur Clark starb im September 1943 und wurde in Idaho Falls beigesetzt. Mit seiner Frau Ethel Peck hatte er vier Kinder. Sein Bruder Chase war zwischen 1941 und 1943 ebenfalls Gouverneur von Idaho.